# Friedrich Schottky
Friedrich Hermann Schottky (Wrocław, 24 de julho de 1851 — Berlim, 12 de agosto de 1935) foi um matemático alemão.
Pai do físico alemão Walter Schottky.
Trabalhou com funções elípticas, variedade abeliana e função teta, e inventou o grupo de Schottky.

## Obras
- Obras de Friedrich Schottky no Electronic Research Archive for Mathematics